# Синявський Іван Іванович
Синявський Іван Іванович (нар. 15 серпня 1978) — український астроном і інженер, спеціаліст з конструювання складних оптичних систем і їхнього застосування в астрономічних спостереженнях. Лауреат премії НАНУ ім. Є. П. Федорова (2020).

## Біографія
Народився 15 серпня 1978 року в с.м.т. Летичів Хмельницької області. Навчався в Київському Політехнічному Інституті імені Ігоря Сікорського в 1995—2001 роках.
З 2001 року працював в Головній астрономічній обсерваторії НАНУ: інженером (2001—2006), молодшим науковим співробітником (2006—2009), науковим співробітником лабораторії атмосферної оптики (з 2009). В 2001—2005 роках навчався в заочній аспірантурі Головної астрономічної обсерваторії, а в 2009 році в Київському Політехнічному Інституті захистив кандидатську дисертацію «Оптична фур'є-спектрометрія малих газових складових земної атмосфери» і став кандидатом технічних наук за спеціальністю «Оптичні прилади та системи». Керував лабораторією астрокосмічного приладобудування, яка деякий час діяла у складі астрокосмічного інформаційно-обчислювального центру під керівництвом Петера Берцика.

## Наукова та інженерна робота
Науково-дослідна робота Івана Синявського включає розробку складних оптичних систем, інфрочервону інтерферометрію та Фур'є-спектрометрію, дистанційне зондування приземного шару атмосфери Землі та аналіз газового складу атмосфери.
Окрім суто наукової роботи, Синявський також займається розрахунком, конструюванням та виготовленням оптичних та оптико-електронних систем та приладів. Зокрема, він створив коректор для компенсації польових аберацій головного сферичного дзеркала телескопа, оптоелектронний датчик для вимірювання переміщень, спектрометр-поляриметр, кілька типів світлосильних об'єктивів.

## Нагороди
- Премія НАН України імені Є. П. Федорова за роботу «Створення системи реєстрації особливостей електромагнітного випромінювання, розсіяного планетами Сонячної системи», спільно з Жанною Длугач та Геннадієм Міліневським (2020)[3].